# Exorcista
Exorcista (do latim Exorcista: "o que expulsa espíritos maus", por sua vez do grego: Exorkismos: "expulsão"), na Igreja Católica Romana, é um sacerdote a quem foi dado, por nomeação do Bispo, a licença de celebrar o Ritual do Exorcismo que tem como função expulsar o demónio, libertando pessoas que estejam possuídas. Era uma das ordens menores da Igreja Católica a quem competia auxiliar o sacerdote na função de expulsar os demónios, por meio de orações instituídas pela Igreja.

## Origem
O próprio Jesus Cristo realizou diversos exorcismos que estão narrados no Novo testamento, bem como os Apóstolos mandatados por ele. Nos primeiros séculos da igreja, os que eram ordenados exorcistas recebiam este poder de realizar exorcismos, sobre pessoas ou coisas, o que hoje é reservado apenas aos sacerdotes. Esta é a terceira das antigas Ordens menores: ostiário, leitor, exorcista e acólito. Com a instrução Ministeria quaedam, do Papa Paulo VI, publicada em 1972, essas ordens menores foram suprimidas, à excepção dos ministérios de leitor e de acólito, que se passaram a chamar, porém, ministérios laicais.

## O Exorcismo
O Exorcismo Maior é um ritual litúrgico em que a Igreja pede, com a autoridade de Jesus Cristo, a libertação ou proteção de alguém ou algo contra a ação do maligno, do Demónio. Tendo em conta a grande variedade de doenças e distúrbios de ordem psíquica que podem numa primeira fase ser confundidos com uma possessão, o acompanhamento e discernimento sobre a real da condição da pessoa é uma responsabilidade enorme do Padre Exorcista que deve avaliar o caso se necessário com ajuda de profissionais da Psiquiatria. Sinais que podem comprovar uma possessão demoníaca, como listados no Ritual dos Exorcismos são: "dizer muitas palavras de língua desconhecida ou entender quem assim fala; revelar coisas distantes e ocultas; manifestar forças acima da sua idade ou condição natural. Estes sinais podem fornecer algum indício. Como, porém, os sinais deste género não são
necessariamente atribuíveis à intervenção do diabo, convém atender também a outros, sobretudo de ordem moral e espiritual, que manifestam de outro modo a intervenção diabólica, como p. ex. a aversão veemente a Deus, ao Santíssimo Nome de Jesus, à Bem-aventurada Virgem Maria e aos Santos, à Igreja, à palavra de Deus, a objectos e ritos, especialmente sacramentais, e às imagens sagradas. Finalmente, por vezes é preciso ponderar bem a relação de todos os sinais com a fé e o combate espiritual na vida cristã, porque o Maligno é principalmente inimigo de Deus e de tudo o que relaciona os fiéis com a acção salvífica.".

## Na cultura popular
Desde sempre, o Exorcismo é um tema que interessa e intriga várias gerações, pelo que existem vários filmes sobre a temática. Em 1973, foi produzido um filme adaptado do livro de William P. Blatty, de 1971, cujo enredo fala de um padre que exorcisou um demônio que possuiu uma garota, o fime ganhou cinco sequências ao longo dos anos, seu título é O Exorcista, sendo a referência cinematográfica mais conhecida sobre o tema. Outras adaptações, como O Exorcismo de Emily Rose ou O Ritual, baseado no livro do mesmo nome do Jornalista Matt Baglio, são também conhecidas.
Nos mangás e animes pode se citar como exemplo as séries Ao no Exorcist, D.Gray-Man e Chrno Crusade.